# Соборы и съезды русских католиков
Среди соборов и съездов русских католиков следует собственно различать:
- Синоды или Собрания епископов, клира и мирян, представляющих Поместную церковь, в Католичестве церковь sui juris — Российской католической церкви византийского обряда, состоящей из двух Экзархатов: Апостольский экзархат России и Апостольский экзархат Харбина, а также общин Русского апостолата в Зарубежье, придерживающихся русской синодальной богослужебной традиции, обладающие законодательной инициативой по вопросам местного канонического права, литургического, дисциплинарного и иного устройства.

- Съезды духовенства и мирян для обсуждения текущей жизни и перспектив развития.

## Соборы

### Петроградский собор 1917 года
Первый и учредительный собор 28—31 мая 1917 года в Петрограде, созванный митрополитом УГКЦ Андреем (Шептицким), в результате которого появился Экзархат для русских католиков византийского обряда и назначен экзарха протопресвитера Леонид Федоров.

### Экзаршие соборы во Львове 1940—1942 годов
После того, как с 9 октября 1939 года Климентий (Шептицкий) возглавил Экзархат России и Сибири во Львове состоялись три Собора экзархов, решения которых распространялись также и на последний.

#### I Собор экзархов
Проходил с 18 по 19 сентября 1940 года, установил на территории СССР новое церковно-административное деление.

#### II Собор экзархов
Проходил с 13 по 16 июня 1941 года, учитывал новые условия существования при СССР.

#### III Собор экзархов
Проходил с 9 по 15 июня 1942 года в условиях немецкой оккупации, учитывал реальность условий работы, предлагал разделение на два экзархата — Российский и Сибирский и должность вице-экзарха или генерального викария, изучение русского языка в духовной семинарии и Богословской академии Львова для подготовки желающих трудиться в пределах России.

### Синоды в Харбине
Проводились в Экзархате Харбина, имели целью упорядочение церковной, административной, литургической жизни общин русских эмигрантов, постановления опубликованы в периодическом издании экзархата Католическом вестнике Русской епархии византийско-славянского обряда в Маньчжурии.

### Саргатский собор 2004 года
В единственном официально юридически зарегистрированном на тот момент на территории Российской Федерации католическом храме византийского обряда в честь Кирилла и Мефодия в поселке Саргатское Омской области, 23—25 августа 2004 года состоялось собрание части духовенства под председательством принявшего на себя полномочия временно управляющего Экзархатом протопресвитера Сергея Голованова, по норме канона 320 Кодекса канонов Восточных церквей, как настоятель прихода, старший по пресвитерской хиротонии.
Документы, при посредничестве митрополита-архиепископа Тадеуша Кондрусевича были переданы кардиналу Каспер, находившемуся 28 августа 2004 года в Москве с визитом, по случаю передачи патриарху Алексию II, списка Казанской иконы Божией Матери.
Из оценок современников:

Такая активность не прошла незамеченной компетентными церковными властями и подтолкнула их к уже упомянутому кадровому решению.— Алексей Баранников. Католичество Византийского обряда в России от появления Ординария до настоящего времени
В результате 20 декабря 2004 года последовало назначение в качестве ординария для католиков византийского обряда в России римско-католического епископа Иосифа Верта, который в феврале 2005 года принял дела от отца Сергия Голованова.

## Съезды русских католиков
Съезды духовенства и мирян, а также пастырские совещания проходили XX веке в Риме, Брюсселе:
- В 1930 году, на Съезде в Риме участвовал Александр Евреинов

- В октябре 1933 года Съезд в Риме прошел с участием епископов: апостольского визитатора для русских в диаспоре Петра Бучиса, администратора Могилевской митрополии Болеслава Слосканса и апостольского визитатора Волыни Николая (Чарнецкого), из священников был Павел Гречишкин.

- С 21 по 26 ноября 1950 года по случаю Юбилейного года и паломничества русских католиков в Рим состоялся Съезд, на котором были представлены русские общины диаспоры: из Голландии, Франции, Италии, Германии, Бельгии, Испании, Аргентины, Австрии и Китая. Присутствовали епископы: Александр (Евреинов), Павел (Мелетьев), Болеслав Слосканс, священники: Станислав Тышкевич, Владимир Длусский и Феодор Вилькок; миряне Михаил Гаврилов, Ирина Поснова, Борис Ширяев, Иван Пузына, секретарем Съезда была Надежда Теодорович.

- с 27 по 30 июля 1956 года проходил Съезд в Брюсселе при издательстве и центре русских католиков Жизнь с Богом

### Съезд мирян 2004
Состоялся под Санкт-Петербургом 5-7 ноября 2004 года, присутствовали 28 представителей общин из разных городов России, ближнего и дальнего зарубежья.

## Встречи духовенства ординариата в Российской Федерации
Епископ Иосиф Верт регулярно проводит встречи подведомственного духовенства в разных городах России
- 2005 год[6]
- 2011 год[7]
- 2016 год[8]

## Конгрессы
Духовенство и верующие, придерживающиеся русской синодальной богослужебной традиции в диаспоре, объединившись с российскими верными провели свой международный конгрессе, посвященный столетнему юбилею Первого и учредительного Петроградского собора, 6 −9 июня 2017 года в Сан-Феличе-дель-Бенако в Италии, его инициатором был священник, профессор из Австралии Лоуренс Кросс.
Конгресс 2020 года планируется в Велеграде, Словакия.